# مجید مخدوم فرخنده
مجید مخدوم فرخنده (زاده ۱۳۲۴ - رشت)، استاد دانشگاه در رشته محیط زیست است. وی پس از دریافت مدرک دکتری ارزیابی اثرات محیط زیست و تعیین ظرفیت برد از دانشگاه ماکواری سیدنی به ایران بازگشت و به عضویت هیئت علمی دانشکده منابع طبیعی دانشگاه تهران درآمد و سال‌های سال به پرورش استادان در این زمینه پرداخت.

## تحصیلات
- کارشناسی ارشد مهندسی مرتع و جنگل از دانشگاه تهران - ۱۳۴۶
- کارشناسی ارشد آمایش سرزمین از دانشگاه ملی استرالیا - ۱۳۵۵
- دکتری ارزیابی اثرات محیط زیست و تعیین ظرفیت برد از دانشگاه ماکواری - ۱۳۵۹

## سوابق کاری
- سردبیر فصلنامه محیط‌شناسی دانشکده محیط زیست دانشگاه تهران - ۱۳۶۵ تاکنون
- مدیر گروه برنامه‌ریزی و مدیریت محیط زیست دانشکده منایع طبیعی دانشگاه تهران - ۱۳۶۸ تاکنون
- مدیر گروه جنگلداری دانشکده منابع طبیعی دانشگاه تهران - ۱۳۶۶–۱۳۶۰
- مدیر گروه شیلات و محیط زیست دانشکده منابع طبیعی دانشگاه تهران - ۱۳۶۸–۱۳۶۰
- عضو هیئت امنا و هیئت مدیره جبهه سبز
- عضو وابسته فرهنگستان علوم جمهوری اسلامی ایران - ۱۳۷۱
- عضو رسمی آکادمی علوم نیویورک - ۱۳۷۴
- استاد مهمان دانشگاه فنی برلین، دانشگاه گرایفسوالد و London South Bank University
- رئیس هیئت مدیره انجمن ارزیابی محیط زیست ایران

## بنیان‌گذاری
- دانشکده محیط زیست دانشگاه تهران
- گروه شیلات و محیط زیست دانشگاه تهران
- گروه برنامه‌ریزی محیط زیست دانشگاه تهران
- انجمن ارزیابی محیط زیست ایران
- راه‌اندازی دوره کارشناسی محیط زیست در دانشگاه تهران - ۱۳۶۱
- راه‌اندازی دوره کارشناسی ارشد محیط زیست در دانشگاه تهران - ۱۳۶۶
- راه‌اندازی دوره‌های کارشناسی ارشد برنامه‌ریزی محیط زیست - ۱۳۷۲
- راه‌اندازی دوره‌های دکترای برنامه‌ریزی محیط زیست دانشگاه تهران - ۱۳۸۰

## جوایز
- جایزه محیط زیست  تقی ابتکار از فرهنگستان علوم جمهوری اسلامی ایران - ۱۳۸۴
- و دریافت بیش از ۲۷ لوح و جایزه.

## آثار
نگارش بیش از ۶۷ مقاله ISI، اجرای ۳۲ پروژه کشوری و تألیف و ترجمه ۹ جلد کتاب.
عناوین کتاب‌های منتشر شده عبارت است از:
- Biodirersiry & protected areas of Iran (ch07),Compilation,Oxford univ. press
- زیستن در محیط زیست - انتشارات دانشگاه تهران - ۱۳۷۷ (ترجمه)[۱]
- شالوده آمایش سرزمین - انتشارات دانشگاه تهران - ۱۳۷۸ (تألیف)[۲]
- ارزیابی و برنامه‌ریزی با سامانه‌های اطلاعات جغرافیایی - انتشارات دانشگاه تهران - ۱۳۸۰ (تألیف)
- ارزیابی و برنامه‌ریزی محیط زیست با سامانه‌های اطلاعات جغرافیایی جی.آی. اس - انتشارات دانشگاه تهران - ۱۳۸۰ (تألیف)[۳]
- اقتصاد اکولوژیکی تنوع زیستی - انتشارات دانشگاه تهران - ۱۳۸۴ (ترجمه)
- اقتصاد اکولوژیکی تنوع زیستی: کاربرد روش‌ها و سیاست‌ها - ۱۳۸۴ (ترجمه)
- راهنمای انتخاب و طرح‌ریزی مدیریت مناطق حفاظت شده ساحلی - دریایی - ۱۳۹۰ (تألیف)
- توسعه شهری پایدار: مجموعه مقالات - انتشارات دانشگاه تهران - ۱۳۹۱ (تألیف)